# 책

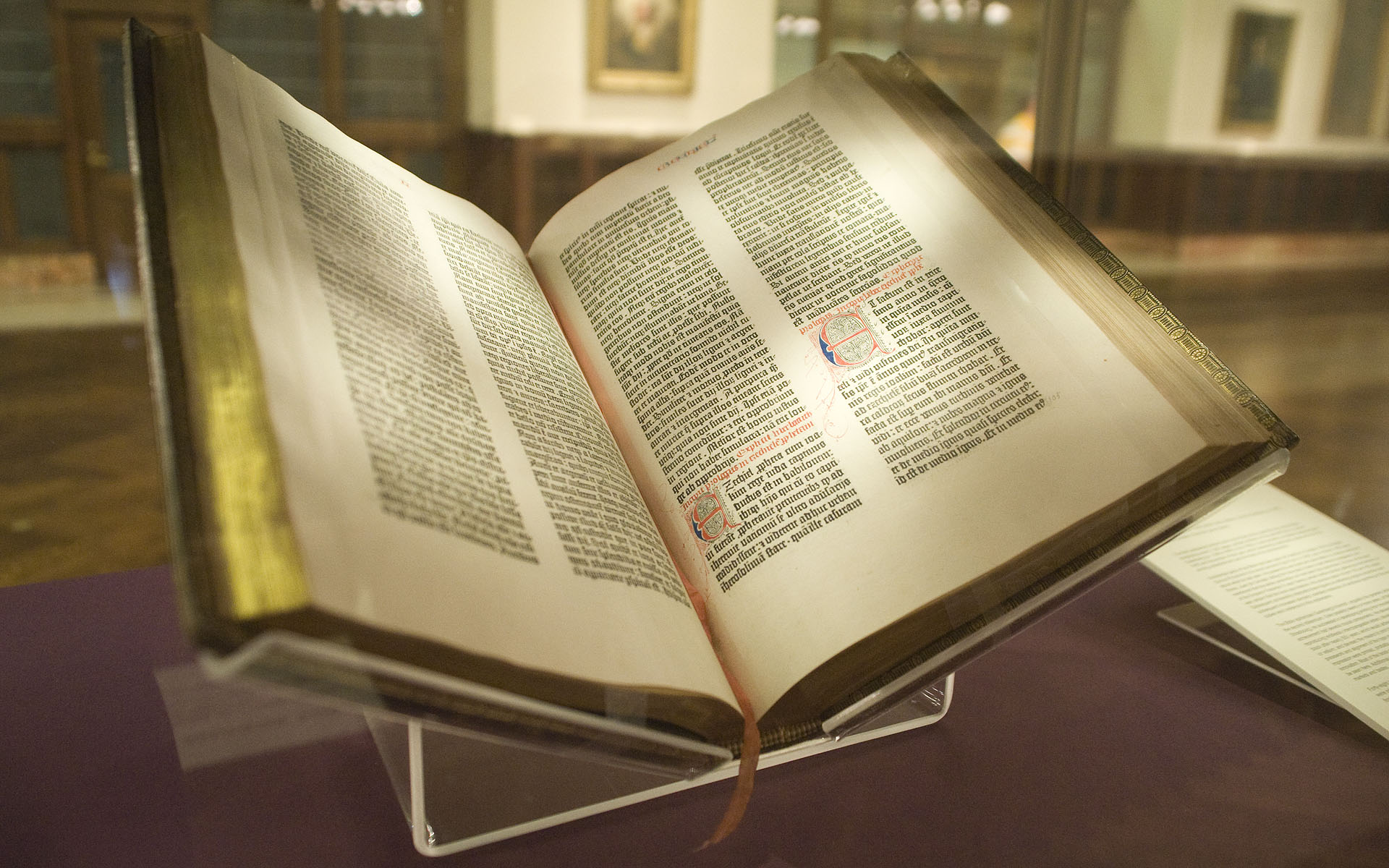
인쇄기를 사용하여 인쇄된 최초의 책 중 하나인 구텐베르크 성경

책(冊, 영어: Book)은 일정한 목적으로 쓴 글 및 참고 자료 등을 덧붙여 묶은 것이다. 서사(書史), 서질, 서적(書籍), 서전(書典), 서책(書冊), 책자(冊子), 문적(文籍), 전적(典籍), 편적(篇籍) 혹은 도서(圖書)로도 불린다. 책 도안은 겉표지, 서언 (서문, 추천서문), 머리말, 목차, 책 내용, 색인 (용어 색인) 따위로 구별할 수 있다. 대부분의 책은 나무를 소재로 한다. 다만, 최근에는 전자책의 출판도 왕성해 소재의 구분은 큰 의미가 없다.
책은 글이나 이미지의 형태로 정보를 기록하는 매체이다. 책은 일반적으로 여러 페이지로 구성되어 있으며 서로 묶여 있고 표지로 보호된다. 현대의 제본된 책은 코덱스나 두루마리와 같은 다른 많은 기록 매체보다 먼저 나왔다. 도서 출판 과정은 도서의 창작과 보급에 관련된 일련의 단계이다.
개념적 대상으로서 책은 일반적으로 물리적으로 배포되거나 전자책과 같은 디지털 형식으로 배포될 수 있는 상당한 길이의 저작물을 의미한다. 이들 작품은 크게 픽션(상상의 내용을 담은)과 논픽션(진실을 표현하는 내용을 담은)으로 분류된다. 여기에는 어린이의 읽기 수준과 관심 분야에 맞는 아동 문학이나 논픽션 모음집을 모아 놓은 참고 작품 등 많은 작은 범주가 존재한다. 책은 일반 서점과 전문서점 모두에서 거래되고 있으며, 도서관에서 대출도 가능하다. 도서의 수용은 검열을 비롯한 여러 가지 사회적 결과를 가져왔다.
실제 책에는 저작물이 포함될 필요가 없다. 예를 들어 그림, 판화, 사진, 퍼즐 또는 종이 인형과 같은 제거 가능한 콘텐츠만 포함될 수 있다. 장부, 약속장, 사인장, 공책, 일기장, 스케치북 등 실제 장부는 글을 쓰거나 그림을 그리는 데 사용할 수 있도록 비워 둘 수 있다.
현대 도서 산업은 신기술로 인해 몇 가지 큰 변화를 겪었다. 일부 시장에서는 전자책 사용 증가로 인해 인쇄본 판매가 감소했다. 그러나 인쇄된 책은 여전히 전자책보다 많이 팔리고 있으며 많은 사람들이 인쇄된 책을 선호한다. 21세기에는 책을 소리내어 읽어주는 오디오북의 인기도 급격하게 높아졌다. 또한 시각 장애 등의 제한으로 인해 인쇄 매체에 접근할 수 없는 사람들의 요구 사항에 대한 인식으로 인해 점자 인쇄 또는 텍스트 음성 변환을 지원하는 형식과 같이 접근성을 높이기 위해 설계된 형식이 증가했다. 구글 도서는 2010년 현재 약 1억 3천만 권의 고유 도서가 출판된 것으로 추정한다.

## 책의 역사

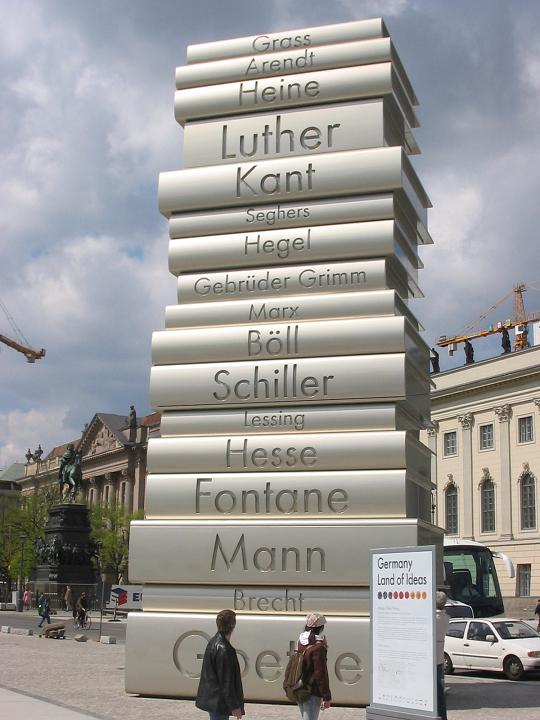
현대 책 인쇄술의 발명을 기념하는 베를린 아이디어 거리(Berlin Walk of Ideas)의 12미터 높이의 책 조각상

### 과거

#### 점토판
점토판은 물리적으로 무언가를 작성하기에 튼튼했으며 운반이 가능했다. 점토판은 평평하고 굳은 점토로 만들었기 때문에 운반에 편리했으며 주로 첨필에 의해 작성이 되었다. 점토판은 주로 쐐기 문자가 기록이 되었는데, 시기적으로는 청동기  시대에서 철기 시대까지 이용되었다. 점토판을 제작하는 데는 깨끗한 진흙이 굳기 전에 첨필로 글자를 새기고 햇볕에 진흙판을 말리거나 가마에 굽는 방식으로 점토판을 만들었을 것으로 추측하고 있다. 고대 수메르인, 바빌로니아인, 아시리아인, 히타이트인들이 점토판을 이용했으며 이들이 남긴 점토판 중 일부는 현재 발굴이 되어 당시 이들의 생활상을 알 수 있게 도움을 주고 있다.

#### 파피루스
파피루스는 고대 이집트에서 사용하던 물건이다. 파피루스 식물의 줄기를 짜서 만들어진 종이 같은 것이다. 파피루스의 제작 과정은 다음과 같다. 우선 파피루스의 껍질을 벗겨낸 뒤 망치로 껍질을 두드린다. 이후 이 껍질을 물에 담가 놓은 후 어느 정도 시간이 지난 후에 이를 물 밖으로 꺼낸 뒤 하나씩 엮어준다. 이후 이것이 펴지도록 하면 파피루스가 완성된다. 파피루스는 목탄 등의 필기도구를 이용해 글자를 새길 수 있었다고 한다. 파피루스는 점토판에 비해선 더 쉽게 파손될 수 있다는 약점을 가지고 있었지만, 일부는 현재까지 전해지고 있다.

#### 코덱스
코덱스는 현재의 책과 비슷한 형태로 낱장을 묶어서 표지로 싼 형태를 의미한다. 코덱스는 현재의 사람들이 책이라고 부르는 것과 유사한 형태를 지니고 있다. 코덱스가 책의 형태라고 처음 기록된 것은 1세기 말, 마르티알리스가 그의 아포포레타 CLXXXIV에서 코덱스의 빽빽함에 대해 칭찬을 한 부분이었다. 하지만 코덱스는 그리스의 역사에서 그다지 인기는 없었으며 오직 기독교 커뮤니티 내에서만 널리 사용되었다. 하지만 3~4세기에 들어서 점진적으로 변화가 일어났으며, 경제적인 이유, 양쪽 면을 모두 쓸 수 있는 이유, 운반이 편리한 이유 등으로 코덱스를 쓰는 경우가 늘어났다. 코덱스는 보다 좁은 공간에서, 빽빽한 도서관에서 보관하기가 쉬웠다.

#### 사본
5세기가 되면서 로마 제국은 쇠락을 겪고 있었다. 이 당시 파피루스는 이집트와의 교역 감소로 더 얻기 힘들었으며 그에 따라 기록할 수단으로 양피지가 새롭게 떠오르게 되었다. 양피지는 주로 동물의 피부로부터 얻어졌으며 과거부터 기록할 수 있는 수단으로 여겨졌다. 양피지는 주로 송아지, 양, 염소의 피부로 만들어졌다.

### 현대
현대에는 종이에 글을 쓴 후 종이들을 한 모서리만 연결(접착)하여 넘기면서 볼 수 있다. 종이는 나무로 만든다.

## 종류
- 그림책
- 전자책
- 시나리오
- 위인전
- 사전
- 백과사전
- 동화
- 만화
- 소설
- 희곡
- 수필
- 시

## 책
- 읽기
- 파피루스
- 베스트셀러
- 많이 팔린 책
- 서양의 위대한 저서
- 책 디자인
- 도서
- 종이
- 나무
- 사본
- 기록매체
- 두루마리

## 같이 보기
- 책 디자인
- 책의 크기